# Nadia Zerouali
Nadia Zerouali (Winterswijk, 14 december 1975) is een Nederlands schrijfster en presentatrice. Zij studeerde aan de hotelschool in Apeldoorn en deed een opleiding Marketing & Communicatie. Na haar studie ging ze werken bij een culinair reclamebureau, waar ze Merijn Tol leerde kennen. Haar inspiratie voor koken en kookboeken doet ze op als ze op reis is.
Zerouali kookte samen met Merijn Tol in het culinaire tv-programma Grenzeloos Koken op 24Kitchen. Ook was ze van 2017 tot 2024 een van de koks in het programma BinnensteBuiten van KRO-NCRV. 
Zerouali en Tol schreven samen diverse kookboeken, waaronder Souq en de serie Arabia over de Arabische mediterrane keuken. In 2017 werd Souq bekroond tot Het Gouden Kookboek 2017.
In 2016 was Zerouali een van de initiatiefnemers van Ieder1, een beweging tegen polarisatie in de samenleving.
Zerouali speelde mee in de film De club van lelijke kinderen (2019).
Op 28 februari 2021 nam Zerouali als 'gewone kiezer' deel aan het RTL Verkiezingsdebat 2021, waar zij in discussie ging met Geert Wilders.
Sinds januari 2024 maakt ze de podcast Op je gezondheid voor HUMAN samen met journalist Elsie Vermeer.
- Gemeinsame Normdatei: 1232003212
- International Standard Name Identifier: 0000 0003 6874 9600
- Library of Congress Control Number: no2018039193
- Nederlandse Thesaurus van Auteursnamen: 287752062
- Système universitaire de documentation: 253640679
- Virtual International Authority File: 286157831